# Isch-Boschet
Isch-Boschet, eigentlich Esch-Baal, war im Alten Testament einer der Söhne König Sauls und Gegenspieler von David um die Nachfolge Sauls.

## Name
Der Name Isch-Boschet (hebräisch אִישׁ-בֹּשֶׁת, ̓îš-bošæt) bedeutet übersetzt „Mann der Schande“. In der Septuaginta wird dieser mit Ιεβοσθε Iebosthe wiedergegeben.
Dieser Name ist eine nachträgliche Bezeichnung für den Sohn Sauls. Der ursprüngliche Name lautet Esch-Baal (hebräisch אֶשְׁבָּעַל ̓æšbāʽal). So findet er sich in der Hebräischen Bibel nur bei 1 Chr 8,33  und 1 Chr 9,39  (in der Septuaginta wiedergegeben mit Ασαβαλ Asabal und Ισβααλ Isbaal). Der zweite Namensteil bezeichnet die Gottheit Baal, für die Übersetzung des ersten existieren drei Theorien: Führt man ihn auf das Wort אִישׁ ʼîš „Mann“ zurück, ließe sich der Name als „Mann des Baal / des Herrn“ übersetzen; leitet man ihn von der gleichlautenden Partikel ʼîš „es gibt“ ab, ergibt sich die Übersetzung „Baal ist/existiert“; bringt man ihn schließlich mit der hebräischen Verbwurzel אושׁ ’wš in Verbindung, die „geben/belohnen“ bedeutet, kann man „Geschenk des Baal“ oder „Baal hat gegeben“ übersetzen.
Nach einer Theorie Abraham Geigers wurden nachträglich diejenigen Namen geändert, die mit der fremden Gottheit Baal in Verbindung gebracht werden konnten. Die zweite Namenshälfte wurde also durch Boschet „Schande“ ersetzt. Diese leitet sich vom Verb בושׁ „beschämt werden / sich schämen“ ab. Das gleiche Phänomen ist auch bei den Namen Merib-Baal (geändert zu Mefiboschet) und Jerubbaal, einem Zweitnamen Gideons, (geändert in Jerubbeschet) erkennbar.
Eine andere Theorie vertritt Matitjahu Tsevat: Er bringt Boschet mit dem akkadischen bāštu als theophorem Element in Verbindung und vermutet dahinter ein Epitheton und Ersatz für den Namen Baal.
Der Name Isch-Boschet wird heute noch in der Form Isboseth verwendet.

## Biblische Erzählung
Isch-Boschet war einer der Söhne des Königs Saul und wurde nach dessen Ableben von Abner zum Nachfolger auf dem Königsthron von Israel erklärt (ca. 1000 v. Chr.; 2 Sam 2,8 ). Gleichzeitig wurde von einer anderen Partei David zum König erhoben (2 Sam 2,12 ). Es kam zu Auseinandersetzungen zwischen beiden Parteien und nach einer kurzen Regierungszeit von maximal zwei Jahren wurde Isch-Boschet von seinen eigenen Gefolgsleuten umgebracht (2 Sam 4,5 ). Diese wollten mit ihrer Tat die Gunst Davids gewinnen, erreichten aber das Gegenteil: David bezeichnete seinen politischen Gegner Isch-Boschet als einen „gerechten Mann“, distanzierte sich vom Mord, ließ die beiden Mörder hinrichten und Isch-Boschets Haupt, das ihm überbracht worden war, ehrenvoll bestatten.